# Robert Kozak (pilot)
Robert Kozak (ur. 26 czerwca 1968 w Lublinie, zm. 2 grudnia 2012 w Bolesławowie) – pułkownik dyplomowany pilot Sił Powietrznych ps. Iwan.

## Życiorys
Do Wyższej Oficerskiej Szkoły Lotniczej wstąpił 16 września 1986 roku. Po czterech latach został promowany na stopnień podporucznika WP.
Jako pilot samolotu MiG-29 lotniczą służbę rozpoczął w 1. Pułku Lotnictwa Myśliwskiego „Warszawa” w Mińsku Mazowieckim, gdzie w latach 1990-2005 służył na stanowiskach: pilot, starszy pilot, dowódca klucza lotniczego, szef strzelania powietrznego, starszy nawigator eskadry.
Posiadał uprawnienia instruktora oraz pilota doświadczalnego I klasy na samolotach MiG-29. Brał czynny udział w ćwiczeniach krajowych, jak i międzynarodowych, uczestniczył wielokrotnie w pokazach lotniczych wykonując indywidualny pilotaż.
W latach 2005–2007 był zastępcą dowódcy, a następnie dowódcą 41. eskadry lotnictwa taktycznego w Malborku. Do bazy w Mińsku Mazowieckim wrócił w 2007 roku i objął obowiązki na stanowisku dowódcy 1. eskadry lotnictwa taktycznego. Od kwietnia do września 2010 roku dowodził Polskim Kontyngentem Wojskowym „Orlik 3”, realizującym misje Air Policing na terytorium państw bałtyckich (Litwy, Łotwy i Estonii).
W lotniczym świecie do rangi legendy urosła historia lądowania bez podwozia. Płk Kozak siedział wtedy za sterami MiG-29. Nastąpiła awaria, nie mógł wysunąć jednej z goleni samolotu. Miał wtedy prawo się katapultować, ale nie zrobił tego. Wylądował bez podwozia. Gdyby nie to, że maszyna była dowodem w sprawie, mogłaby latać zaraz po wypadku.
Podobno żartował później, że musiał wylądować, bo nie chciał wracać do jednostki autobusem.
W 2007 r. polskie Siły Powietrzne postanowiły, że to on wystąpi w filmie dokumentalnym o polskich pilotach, który realizował Discovery Channel. Był wtedy dowódcą 41 Eskadry Lotnictwa Taktycznego. Płk Kozak, niezwykle przystojny, zyskał wtedy przydomek polskiego Toma Cruise’a z Top Gun.
W 2009 roku otrzymał tytuł Najlepszy Żołnierz Sił Powietrznych i został nagrodzony prestiżową nagrodą Buzdygana
30 grudnia 2010 roku został dowódcą 23 Bazy Lotnictwa Taktycznego w Mińsku Mazowieckim. Służbę wojskową zakończył 30 listopada 2011 roku.
Samoloty na jakich latał to: Zlin-526, TS-11 Iskra, Lim-5, MiG-21, MiG-29, Alpha Jet, Mirage-2000, F-15.
Pułkownik pilot Robert Kozak zginął 2 grudnia 2012 roku w Bolesławowie, niedaleko Legionowa w wyniku zderzenia prowadzonego przez niego Citroena z samochodem ciężarowym.
Pozostawił żonę i dwoje dzieci.